# Archibald Armar Montgomery-Massingberd
Sir Archibald Armar Montgomery-Massingberd GCB, GCVO, KCMG, britanski feldmaršal, * 6. december 1871, † 13. oktober 1947.
V letih 1933 in 1936 je bil načelnik Imperialnega generalštaba.